# NGC 4361
NGC 4361 هي مجرة تتبع كوكبة الغراب. اكتشفها ويليام هيرشل في 7 فبراير 1785.

## روابط خارجية
- NGC 4361 على موقع ويكي سكاي: DSS2, SDSS, GALEX, IRAS, Hydrogen α, X-Ray, Astrophoto, Sky Map, Articles and images